# Juan Miguel Alonso
Juan Miguel Alonso Vázquez (n. San Sebastián, Guipúzcoa, España; 19 de febrero de 1962) es un exbaloncestista español que medía 1,85 metros y cuya posición en la cancha era la de base. Una de sus especialidades en el juego eran los robos de balón, siendo líder de la liga ACB en esta faceta del juego en la temporada 1989/90, con 95 robos. 
Es hermano de José Antonio Alonso, también jugador de baloncesto profesional.

## Trayectoria
[actualizar]

### Selección nacional
Consiguió la medalla de bronce en el Campeonato de Europa juvenil en 1979 disputado en Damasco, Siria, ganando a la selección alemana en la final de consolación.